# Бель-Фонтен (Алабама)
Бель-Фонтен (англ. Belle Fontaine) — переписна місцевість (CDP) в США, в окрузі Мобіл штату Алабама. Населення — 613 особи (2020).

## Географія
Бель-Фонтен розташований за координатами 30°29′33″ пн. ш. 88°6′24″ зх. д. / 30.49250° пн. ш. 88.10667° зх. д. (30.492530, -88.106544).  За даними Бюро перепису населення США в 2010 році переписна місцевість мала площу 4,97 км², з яких 4,03 км² — суходіл та 0,94 км² — водойми.

## Демографія
Згідно з переписом 2010 року, у переписній місцевості мешкало 608 осіб у 235 домогосподарствах у складі 158 родин. Густота населення становила 122 особи/км².  Було 278 помешкань (56/км²).
Расовий склад населення:
| - 92,3 % — білих - 2,3 % — азіатів - 1,6 % — чорних або афроамериканців - 0,5 % — корінних американців - 1,5 % — осіб інших рас |

До двох чи більше рас належало 1,8 %. Частка іспаномовних становила 3,6 % від усіх жителів.
За віковим діапазоном населення розподілялося таким чином: 23,4 % — особи молодші 18 років, 64,3 % — особи у віці 18—64 років, 12,3 % — особи у віці 65 років та старші. Медіана віку мешканця становила 40,0 року. На 100 осіб жіночої статі у переписній місцевості припадало 109,7 чоловіків;  на 100 жінок у віці від 18 років та старших — 112,8 чоловіків також старших 18 років.
Середній дохід на одне домашнє господарство  становив 47 694 долари США (медіана — 34 615), а середній дохід на одну сім'ю — 56 317 доларів (медіана — 42 361). За межею бідності перебувало 36,7 % осіб, у тому числі 53,3 % дітей у віці до 18 років та 0,0 % осіб у віці 65 років та старших.
Цивільне працевлаштоване населення становило 281 осіб. Основні галузі зайнятості: освіта, охорона здоров'я та соціальна допомога — 30,6 %, виробництво — 15,3 %, мистецтво, розваги та відпочинок — 7,5 %, роздрібна торгівля — 7,1 %.